# C3 (Moustiers-Sainte-Marie)
De Franse Chemin 3 in gemeente Moustiers-Sainte-Marie is een smalle weg die langs de gehuchten Les Roux en Le Serre komt. In het verlengde loopt de C4, die loopt verder naar het dorp Moustiers-Sainte-Marie.
De Chemin 3 is in feite niet meer dan een binnendoorweg. De gebruiker hoeft, door deze weg te gebruiken, niet via Riez van Barjols naar Moustiers-Sainte-Marie te rijden.